# Pliobothrus fistulosus
Pliobothrus fistulosus is een hydroïdpoliep uit de familie Stylasteridae. De poliep komt uit het geslacht Pliobothrus. Pliobothrus fistulosus werd in 1991 voor het eerst wetenschappelijk beschreven door Cairns. 